# Mazatzal Mountains
Die Mazatzal Mountains sind ein Gebirgszug im südlichen Zentral-Arizona in den Vereinigten Staaten, etwa 30 bis 45 Meilen (48 bis 64 km) nordöstlich von Phoenix. Der Ursprung des Namens bleibt unklar, aber eine Möglichkeit ist, dass er aus der Nahuatl-Sprache stammt und „Ort des Rehs“ bedeutet. Der Kamm der Mazatzal Mountains bildet die Grenze zwischen dem Maricopa County und dem Gila County. Die State Route 87 durchquert das Mazatzals auf dem Weg nach Payson. Der höchste Gipfel ist der Mazatzal Peak mit 2409 m (7903 Fuß). Die Berge umfassen auch die Four Peaks mit einer Höhe von 2334 m, ein markantes Wahrzeichen des Gebiets im Osten von Phoenix.
Die Mazatzal Wilderness Area schützt 1022 km² (252.500 Acres) der Tonto- und Coconino Nationalforste. Gegründet 1940 und 1984 auf die heutige Größe erweitert, reichen diese in Höhen von 640 m (2100 Fuß) im Südwesten bis 2409 m (7903 Fuß) am Mazatzal Peak.
Die Ostseite des Wildnisgebiets besteht aus mit Büschen oder Kiefern bewachsenen Bergen, die manchmal von schmalen Canyons mit senkrechten Wänden unterbrochen werden. Auf ihrer Westseite unterhalb der steilen, mit Büschen bedeckten Ausläufer fließt der Verde River durch die Sonora-Wüste. Der Verde River wurde vom US-Kongress 1984 als einer der beiden Wild and Scenic River von Arizona ausgewiesen.

## Geologie
In Pine, in der nordöstlichen Region der Mazatzal Wilderness, am nördlichen Ende der Mazatzal Mountains, durchquert die Arizona State Route 87 den Übergang zwischen zwei wichtigen geologischen Bereichen. Der horizontal liegende Tapeats-Sandstein wurde auf präkambrischem Granit, dem Zoroaster-Granit, abgelagert. Die Zeit zwischen der Erosion der unteren Einheit und der Ablagerung des darüber liegenden horizontalen Sandsteins beträgt etwa 1 Milliarde Jahre und wird als „Great Unconformity“ (große Diskordanz) bezeichnet.

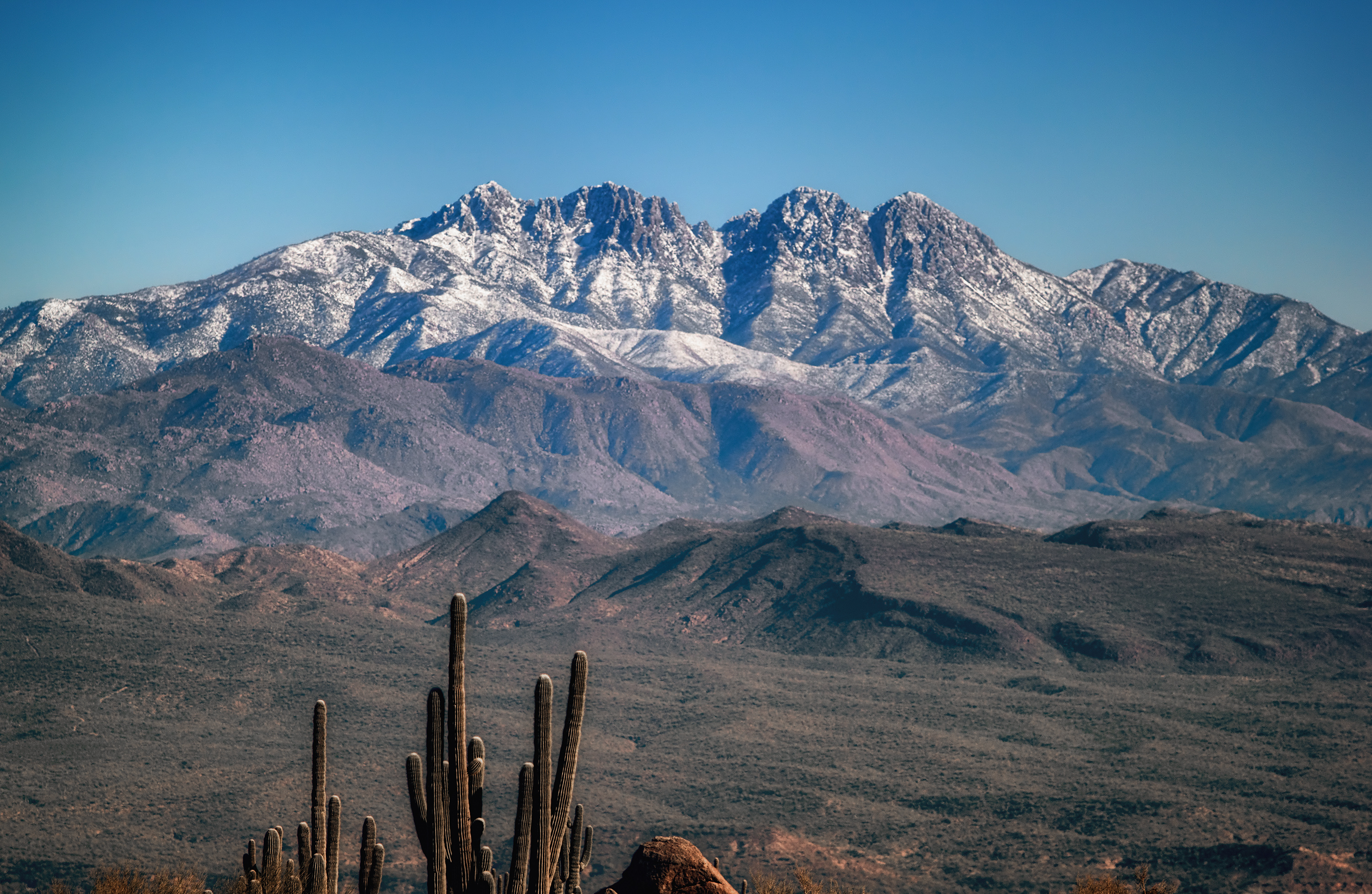
Die Four Peaks

Neben seinem Vorkommen im Grand Canyon findet man ihn auch im Westen, im Las Vegas Valley am Frenchman Mountain. Der Zoroaster-Granit und andere Granite wurden in die Haupteinheit des Vishnu Schist eingedrungen, die im Inneren des Grand Canyon gefunden wurde. Das benachbarte Sierra-Ancha-Gebirge hat ein weiteres Aufkommen der Great Unconformity, mit einer Sandsteineinheit, die ein analoges Beispiel für den Tapeats-Sandstein ist.
Am Abschnitt des Arizona Highway 87 südlich von Pine gehen die nördlichen Mazatzal Mountains in die westliche Region des Mogollon Rim über, während der Rim nordwestlich in die Oak-Creek-Canyon-Region übergeht.